# يونا إيتو
يونا إيتو (باليابانية: 伊藤由奈) هي موسيقية ومغنية ومغنية مؤلفة وملحنة وممثلة يابانية، ولدت في 20 سبتمبر 1983 في لوس أنجلوس في الولايات المتحدة.

## وصلات خارجية
- يونا إيتو على موقع IMDb (الإنجليزية)
- يونا إيتو على موقع ميوزك برينز (الإنجليزية)
- يونا إيتو على موقع أول ميوزيك (الإنجليزية)
- يونا إيتو على موقع ديسكوغز (الإنجليزية)
- يونا إيتو على موقع قاعدة بيانات الفيلم (الإنجليزية)